# Rakusu

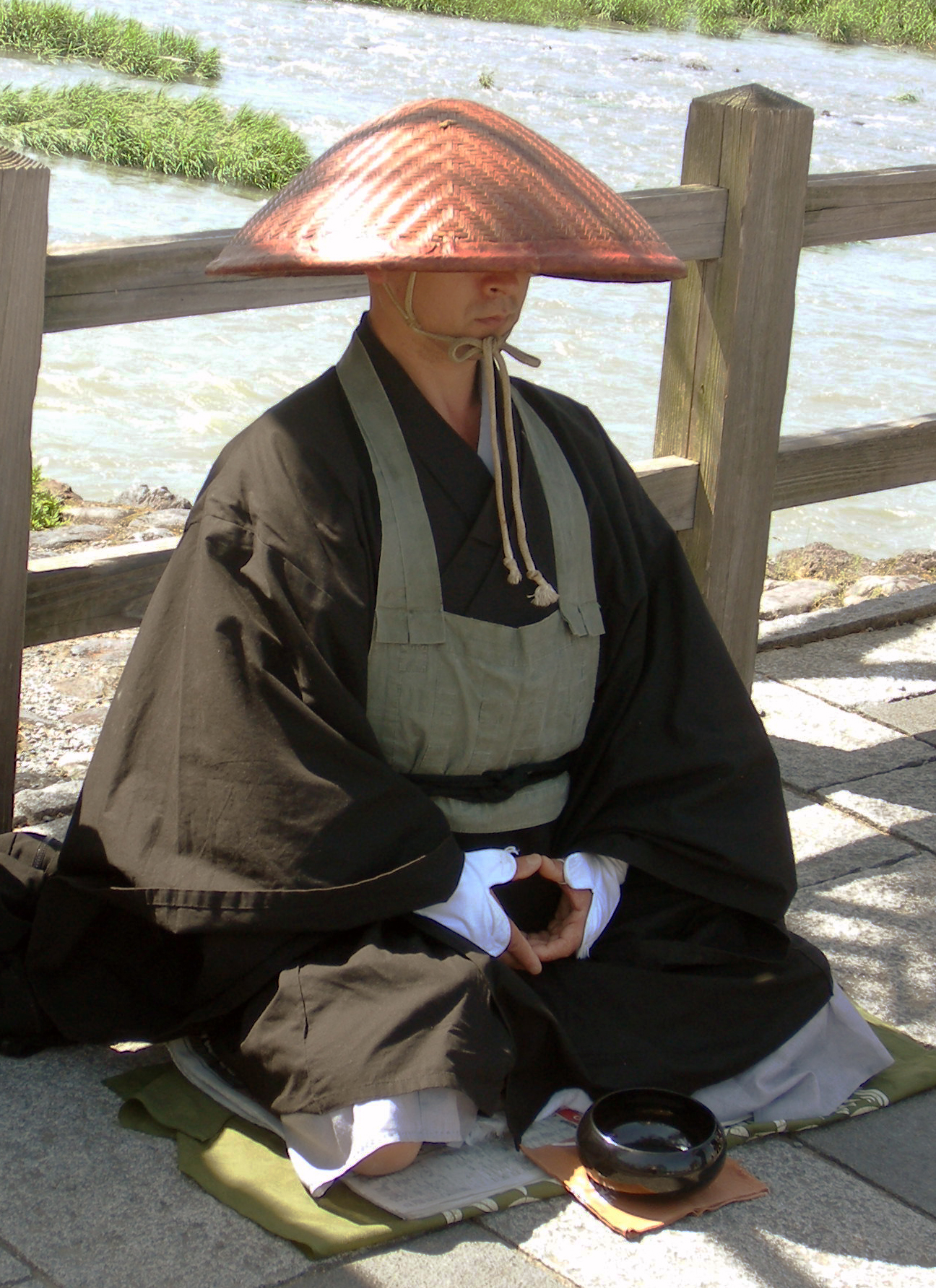
Monge zen-budista da Escola Sōtō vestindo um rakusu sobre a roupa.

O rakusu é uma vestimenta usada por praticantes do Zen-Budismo que fizeram os votos de orientar suas vidas de acordo com os dezesseis Preceitos do Bodisatva. É feita com 16 tiras de tecido, costuradas pelo aprendiz durante o período de preparação para a cerimônia de — Transmissão dos Preceitos — jukai.
Não há padrão definido, mas é comum que o rakusu seja de cor negra para os sacerdotes, de cor marrom para os professores e de cor azul para os praticantes leigos. Na parte de trás do colarinho há uma identificação bordada que representa cada uma das Escolas Zen e o nome budista do praticante.